# Geea
Geea sau Gaia (în greacă veche Γῆ, Gaía) era, în mitologia greacă, personificarea Pământului. În antichitate era considerată un element primordial din care se trăgeau toți ceilalți zei.

## Mitologie
Geea s-a născut după Chaos (Haosul), zămislindu-i, la rândul ei, pe Uranus (Cerul), Ourea (Munții) și pe Pontus (Marea). Din unirea ei cu Uranus s-au născut titanii, titanidele, hecatonchirii și ciclopii.
Toți acești copii ai Geei îl urau însă pe tatăl lor, Uranus, fiindcă îi silea să trăiască în adâncurile pământului și nu le îngăduia să vadă lumina zilei. Pentru a-și scăpa copiii de tirania lui Uranus, Geea l-a ajutat pe unul dintre ei, pe Cronos, să-și mutileze tatăl,dar inainte de a-l mutila, Uranus arunca asupra lui Cronos un blestem care spunea ca si el va fi nimicit de unul dintre fiii lui . Din picăturile de sânge scurse de la Uranus, care au căzut pe pământ și l-au fecundat, s-a născut o nouă generație de copii: eriniile, giganții și nimfele. După mutilarea lui Uranus, Geea s-a unit cu celălalt fiu al ei, Pontus, și a zămislit o serie de divinități marine, printre care se numărau Ceto, Nereus și Thaumas.
Domnind asupra universului, Cronos speriat de blestem, se dovedește însă la fel de tiran ca și tatăl sau. Atunci Geea hotărăște să-l nimicească și pe el. Cronos se unise de mai multe ori cu sora sa Rhea, și avusese cu ea mai mulți copii, pe care însă îi înghițise pe rând. Când a fost să-l nască pe Zeus, ca să-și scape copilul de furia tatălui, Rhea a cerut sprijinul Geei. Aceasta i-a dezvăluit voia destinului: Zeus avea să supraviețuiască și să-și doboare tatăl, cu sprijinul titanilor. Cu ajutorul Geei, Rhea reușește să-l înșele pe Cronos și să-l ascundă pe Zeus. Mai târziu, când Zeus ajunge să conducă destinele lumii, Geea, nemulțumită și de cârmuirea lui, dă naștere - unindu-se de data aceasta cu Tartar - unor ființe monstruoase: Typhon și Echidna. Typhon le declară război zeilor, care mult timp sunt înspăimântați de forța lui uriașă.
Tot Geei îi sunt atribuiți - după diferite versiuni - numeroși alți copii monstruoși, printre care: Antaeus, Caribda, harpiile etc. Într-o perioadă mai târzie Geea trece drept mama tuturor zeilor și ulterior cultul ei se identifică fie cu cel al zeiței Demeter, fie cu cel al Cybelei. Din unirea Geei cu Poseidon s-a născut Anteu. În mitologia romană Geea poartă numele de Tellus.